# 英國音樂節列表
在英國，每年都會有非常多、各式各樣音樂類型的音樂節，其中有的英國音樂節更是聞名於全球，並至今已舉行了非常多年。

## 年度音樂節

### 藍草音樂
- 北威爾斯藍草音樂季（North Wales Bluegrass Festival）
- 迪馬頓藍草音樂季（Didmarton Bluegrass Festival）
- 康瓦耳藍草音樂季（Cornish Bluegrass Festival）
- 收穫季藍調節（Harvest Time Blues）

### 民謠音樂
- 埃德爾音樂季（Adur Festival[永久]）
- 布羅姆亞德民謠音樂季（Bromyard Folk Festival （页面存档备份，存于））
- 邦克音樂節（BunkFest （页面存档备份，存于））
- 伯納姆海上民謠音樂季（Burnham-on-Sea Folkfest）
- 劍橋民謠音樂季（Cambridge Folk Festival （页面存档备份，存于））
- 切斯特民謠音樂季（Chester Folk Festival （页面存档备份，存于））
- 克勞利民謠音樂季（Crawley Folk Festival）
- 克羅沛迪音樂季（Cropredy Festival）
- 愛丁堡民謠音樂季（Edinburgh Folk Festival）（現已停辦）
- 永無止境音樂季（Endless Festival （页面存档备份，存于））
- 菲爾德民謠音樂季（Fylde Folk Festival）
- 綠人音樂季（Green Man Festival）
- 赫爾國際海洋小木屋音樂季（Hull International Sea Shanty Festival）
- 蘭戈倫國際威爾士詩人與音樂家節（The Llangollen International Eisteddfod （页面存档备份，存于））
- 莫斯里民謠音樂季（Moseley Folk Festival （页面存档备份，存于））
- 葛溫朋塔達威音樂季（Gŵyl Pontardawe Festival）
- 皇家國際音樂節（Royal National Mod （页面存档备份，存于））
- 蘇格蘭閒蕩音樂季（Scots Fiddle Festival （页面存档备份，存于））
- 舒茲伯利民謠音樂季（Shrewsbury Folk Festival （页面存档备份，存于））
- 錫德毛斯民謠音樂季（Sidmouth Folk Week （页面存档备份，存于））
- 設德蘭民謠音樂季（Shetland Folk Festival （页面存档备份，存于））
- 但比民謠音樂季（Tenby Folk Festival）
- 托沃錫鄉村音樂季（Towersey Village Festival （页面存档备份，存于））
- 特羅布里奇鄉村音樂季（Trowbridge Village Pump Festival （页面存档备份，存于））
- 華威民謠音樂季（Warwick Folk Festival （页面存档备份，存于））
- 惠特比音樂周（Whitby Folk Week （页面存档备份，存于））
- 兩河民謠音樂季（Two Rivers Folk Festival （页面存档备份，存于））

## 相關網站
- 2008 英倫搖滾音樂季（搖滾／流行／金屬／獨立） （页面存档备份，存于）
- Efestivals 網站 （页面存档备份，存于）
- Festival Eye 網站
- Endless Festival 網站 （页面存档备份，存于）
- Rainbow Spirit Enlightenment Fayre
- The best tribute act festival! （页面存档备份，存于）
- 英國音樂節相關新聞 （页面存档备份，存于）
- 英國音樂節相關新聞
- 音樂節部落格
- Virtual Festivals 網站 （页面存档备份，存于）
- Warnfestivals 網站 （页面存档备份，存于）
- We Love Festivals 網站 （页面存档备份，存于）
- Y Not Festival 網站 （页面存档备份，存于）